# Bitva u Starého Smolivce
Bitva u Starého Smolivce, nazývaná též bitva u Radošic či bitva na Vraždě byla menším válečným střetem mezi císařskými oddíly armády generála Karla Bonaventury Buquoye a armádou českých stavů pod velením Kristiána I. staršího z Anhaltu během českého stavovského povstání na počátku třicetileté války. Odehrála se v úterý 6. října 1620 v údolí říčky Lomnice u vesnic Radošice a Starý Smolivec v jihozápadních Čechách. Vojsko českých stavů se zde pokusilo ve výhodném terénu konfrontovat císařskou armádu, Buqoyovy síly se však včas přesunuly a došlo tak ke srážce pouze s jednotkami kryjícími jejich ústup.
Po dalším bezvýsledném střetu u Rakovníka pak došlo k hlavní konfrontaci obou armád v bitvě na Bílé hoře o měsíc později, 8. listopadu.

## Před bitvou
Po přijetí Ferdinanda II. za českého krále se vyhrotily spory s českými stavy. Vše vyvrcholilo 23. května 1618, kdy došlo k defenestraci místodržících, čímž vypuklo české stavovské povstání. Stavové si zvolili vládu 30 direktorů a generálem armády se stal hrabě Jindřich Matyáš Thurn. Ferdinand II. na svou stranu naopak získal Maxmiliána I. Bavorského a jeho Katolickou ligu, kde byl vojenským velitelem generál Jan Tserclaes Tilly. Španělští Habsburkové mu také vyslali na pomoc vojsko vedené generálem Buquoyem. Stavové přesto uspěli jak v bitvě u Lomnice, tak při obléhání Plzně, poraženi byli až v bitvě u Záblatí 10. června 1619.
Následně byl Ferdinand II. sesazen z českého trůnu a novým králem byl zvolen Fridrich Falcký. Dalším stavovským vojevůdcem se stal kníže Kristián I. z Anhaltu. V odpověď zahájily spojené císařsko-ligistické armády v září 1620 tažení do Čech, jehož výsledkem bylo potlačení povstání.

## Průběh střetnutí
Po proniknutí na české území postupovala vojska generála Buquoye a Maxmiliána Bavorského o sile přibližně 28 tisíc mužů směrem od Prachatic a Vodňan. Tato města byla také vojsky vypálena, stejně jako Strakonice, Horažďovice či Písek, kam císařští dorazili s koncem září a vyvraždili zde velkou část obyvatel. Ve dvou vojích se pak rozhodly pokračovat k Mansfeldem obsazené Plzni. Vstříc těmto silám se ze svých původních pozic na jižní Moravě blížil Kristián starší z Anhaltu se svým asi dvacetitisícovým vojskem. Stavovské vojsko dorazilo 29. září do Milevska, posléze pak přesunulo svůj tábor do Bělčic. Zde Anhalta 4. října navštívil osobně český král Fridrich Falcký, který jej podpořil v záměru nepřítele neočekávaně napadnout v jeho ležení u Starého Smolivce.
5. října se stavovské oddíly daly do pohybu a přes Hvožďany postupovaly směrem k Buquoyovu voji o síle asi 15 tisíc mužů, včetně 8 tisíc jezdců. Ten se o pohybu nepřítele dozvěděl toho dne večer a ihned nařídil přesun ležení z lokace nepříznivé pro boj směrem k Maxmiliánovým jednotkám přes Dožice. Úzký brod přes říčku Lomnici, umožňující průjezd pouze jedinému vozu v řadě, ale ztěžoval evakuaci tábora, a kvůli jeho přehlcenosti se ještě 6. října ráno nacházely pod vrchem jižně od Radošic zbytky jednotek císařských ozbrojenců. Anhalt vydal rozkaz k útoku v časných ranních hodinách, jednotky pěšáků a jízdy se pak střetly se zadními voji císařského vojska, především těmi, kteří uvázli před zdejším ucpaným brodem přes Lomnici.
Těchto několik set mužů bylo stavovskou přesilou pobito či zajato, uvádí se, že na místě padlo asi 200 mužů a zhruba stejný počet raněných, převážně na straně císařského vojska. Během bitvy byl zapálen též nedaleký les, není již však dnes jasné, která z bojujících stran jej zapálila. Zajatci byli pak buď naverbováni do řad stavovského vojska, nebo pobiti.

## Hodnocení bitvy

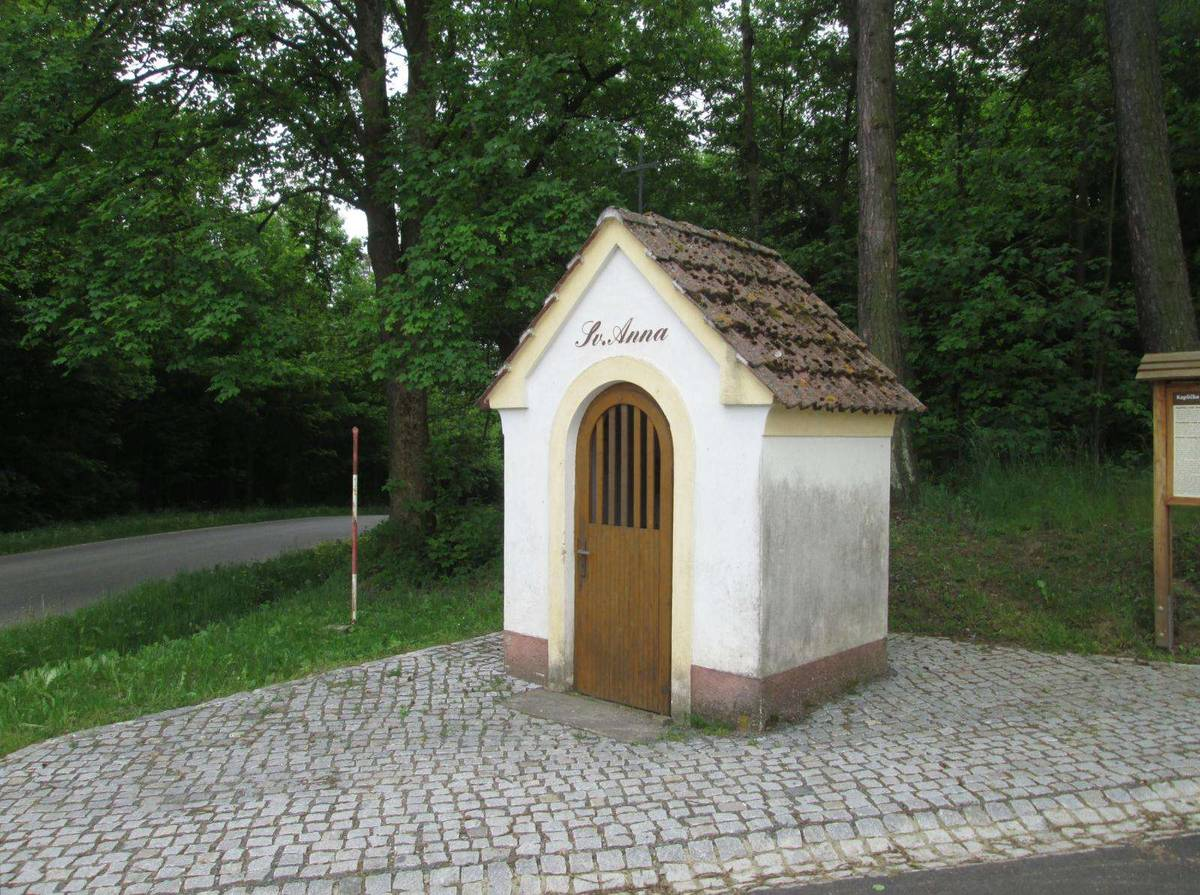
Kaplička sv. Anny postavená na místě bitvy roku 1648

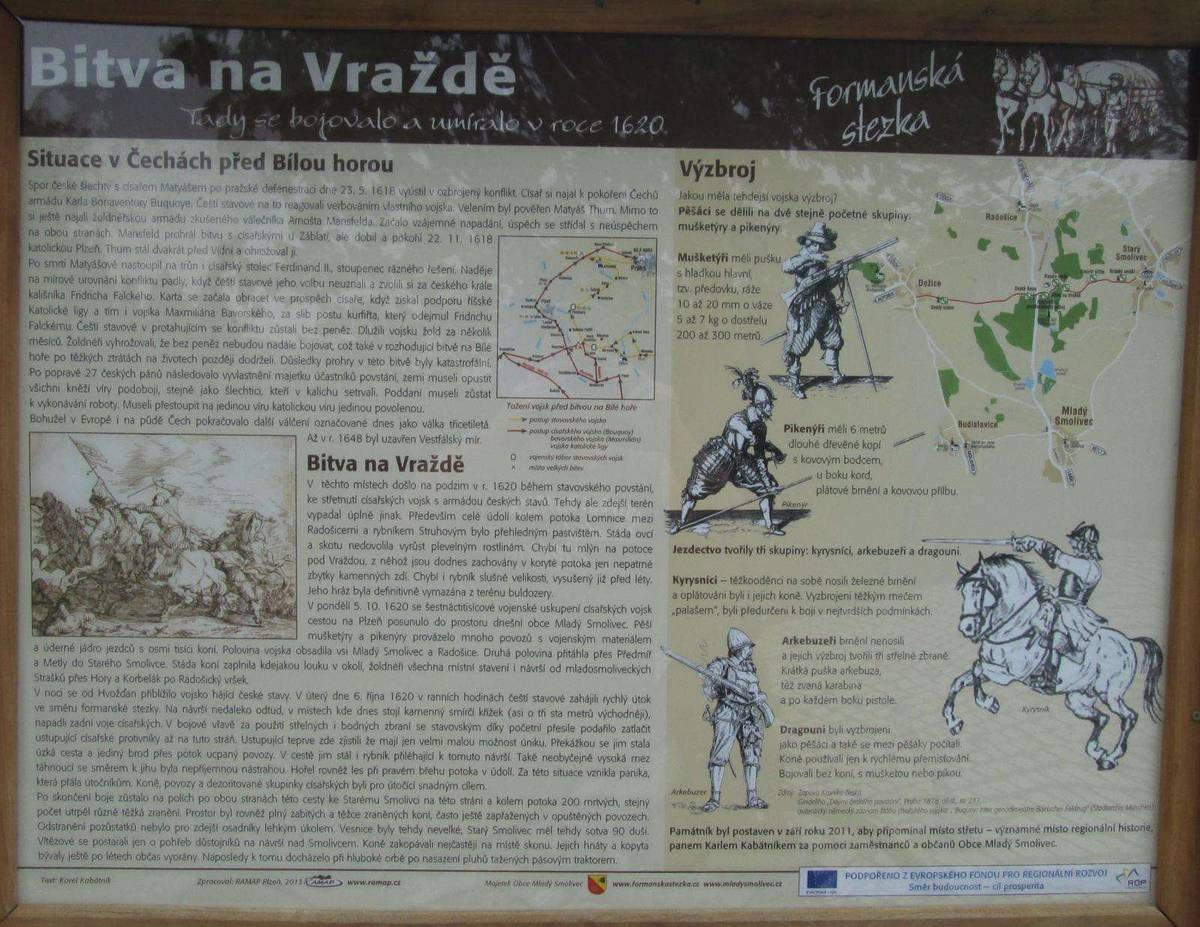
Informační tabule naučné stezky

I přes přemožení obranných Buqouyových jednotek nedosáhla akce stavovského vojska kýženého výsledku: oslabit nebo zbrzdit postup katolických sil k Plzni a Praze. Po bitvě se nicméně rozhodla Buqoye nepronásledovat, a zamířila směrem k Rokycanům, odkud postupovala podél Berounky k Praze. Císařská armáda pak pokračovala přes Dožice a Budislavice dále na sever, za kontinuálního plenění: v Dožici vojáci zabili zdejšího kališnického kněze, protestantskou ves Budislavice zcela vypálili, stejně jako městečka Blovice a Poříčí (jež od té doby nese přízvisko Spálené).
Plzeň jim ale generál Mansfeld odmítl vydat, postupovaly proto odtud směrem k Praze. Armáda českých stavů se je rozhodla zastavit na přelomu října a listopadu v bojích u Rakovníka, opevněného města, které bylo z jihu chráněno bažinatým terénem a soustavou rybníků. Po bezvýsledných dílčích bojích se obě vojska přesunula k Praze, kde 8. listopadu došlo k bitvě na Bílé Hoře, rozhodujícímu střetu vedoucímu k rozpadu povstání.
Na místě bitvy postavili obyvatelé z okolí, především občané ze vsi Radošice, roku 1648 kapličku připomínající zdejší padlé. Nedaleký vrch, pod kterým se bitva odehrála, dostal pak název Na Vraždě, podle zabitého mlynáře z údolí, kterého usmrtili rabující císařští vojáci.
U místa střetu byl roku 2011 rovněž vztyčen kamenný památník. O historii bitvy zde informují tabule v rámci naučné stezky.